# Z Retingerem do Warszawy i z powrotem. Raport z Podziemia 1944
„Z Retingerem do Warszawy i z powrotem. Raport z Podziemia 1944” – książka Tadeusza Chciuka z 2006 roku, napisana pod pseudonimem Marek Celt, a opisuje kulisy jego drugiego skoku do kraju wraz z dr Józefem Retingerem.
Po powrocie do Londynu Chciukowi powierzono funkcję kierownika kurierów w MSW. Równocześnie został członkiem zespołu redakcyjnego tajnej Rozgłośni Polskiej „Świt” z siedzibą w Anglii. W marcu ówczesny premier rządu RP w Londynie S. Mikołajczyk zwrócił się z osobistą prośbą do Chciuka o rozważenie ponownego skoku do kraju. W kwietniu 1944 r. Chciuk wziął udział w kolejnej akcji spadochronowej i został zrzucony w kraju, tym razem jako osobisty emisariusz premiera Stanisława Mikołajczyka, a zarazem jako oficjalny przedstawiciel Naczelnego Komitetu Harcerskiego z siedzibą w Londynie, na którego czele stała żona twórcy polskiego harcerstwa hm. RP Olga Drahonowska-Małkowska. Jednym z zadań Chciuka podczas tej operacji była opieka nad innym cichociemnym wysłannikiem rządu RP – dr Józefem Retingerem. Chciuk powrócił do Londynu w lipcu tego samego roku tzw. „Trzecim Mostem” wraz z częściami do niemieckich rakiet V2, które dostarczył wywiad AK.
Jego podwójny skok cichociemnego, za każdym razem zakończony szczęśliwym powrotem do centrali w Londynie, był jedynym takim przypadkiem w dziejach tej formacji.

## 3/4 IV 1944 – Operacja lotnicza „Salamander”
dowódca kpt. naw. Stanisław Daniel
Ekipa XXXIV [2 samoloty] zespół 1:
- dr Józef Retinger „Salamandra”, „Brzoza” – emisariusz polityczny
- por. Tadeusz Chciuk „Sulima” – kurier Delegatury Rządu na Kraj